# Thomisus machadoi
Thomisus machadoi es una especie de araña cangrejo del género Thomisus, familia Thomisidae. Fue descrita científicamente por Comellini en 1959.

## Distribución
Esta especie se encuentra en Angola, Cabo Verde y Sudáfrica.